# Pedro Ródenas López
Pedro Ródenas López (Barcelona, 1955) és un metge naturista català.
Llicenciat en Medicina per la Universitat de Barcelona el 1978, feu un curs de perfeccionament en Teràpia Kneipp a Bad Wöorishofen, Alemanya el 1985. Es formà amb un Postgrau en Medicina Naturista a la Clínica Naturista Ellen White de Xile (1985) i un màster en Medicina Naturista per la "Fundació Bosch i Gimpera" de la Universitat de Barcelona el 1996. Fou un dels membres fundadors de la revista "Integral" juntament amb Jaume Rosselló, Santi Giol, Daniel Bonet, Joaquín Peleteiro, Ester Vilarnau i Mila del Pozo, i de l'Associació Espanyola de Metges Naturistes. També fou membre fundador i membre de la redacció de la revista Natura Medicatrix. Fou promotor i coordinador el 1985 d'"Integral Centre Mèdic i de Salut", més endavant reanomenat "Integral. Medicina Integrativa i Escola de Salut", on treballa darrerament. També fou promotor i coordinador de "Serveis de Salut Integral", mútua de medicines i teràpies no convencionals, que va funcionar els anys 1992 i 1993. És un col·laborador habitual de les revistes que va fundar, Cuerpomente i Integral, i també de Cocina Vegetariana. A més és autor dels llibres La medicina desde otro ángulo, El medico naturista opina i Descubrir el cochayuyo. Des de 1998 fins al 9 de setembre de 2015 ha estat president de la Secció Col·legial de Metges Naturistes de Col·legi Oficial de Metges de Barcelona.